# Rajd Wybrzeża Kości Słoniowej 1990
Rajd Wybrzeża Kości Słoniowej 1990 (22. Rallye Cote d’Ivoire) – 22 Rajd Wybrzeża Kości Słoniowej rozgrywany na Wybrzeżu Kości Słoniowej w dniach 27 października-1 listopada. Była to jedenasta runda Rajdowych Mistrzostw Świata w roku 1990. Rajd został rozegrany na nawierzchni szutrowej. Bazą rajdu było miasto Abidżan.

## Wyniki końcowe rajdu[1]
| Msc. | Kierowca              | Pilot                | Samochód                 | Czas  | Strata | Grupa | Punkty |
| ---- | --------------------- | -------------------- | ------------------------ | ----- | ------ | ----- | ------ |
| 1    | Patrick Tauziac       | Claude Papin         | Mitsubishi Galant VR-4   | 4:54  | 0.0    | A8    | 20     |
| 2.   | Rudi Stohl            | Ernst Röhringer      | Audi 90 Quattro          | 5:56  | +1:02  | A8    | 15     |
| 3.   | Alain Oreille         | Michel Roissard      | Renault 5 GT Turbo       | 6:52  | +1:58  | N4    | 12     |
| 4.   | Alain Ambrosino       | Daniel Le Saux       | Nissan March Super Turbo | 8:09  | +3:15  | A6    | 10     |
| 5.   | Patrice Servant       | David Charbonnel     | Toyota Corolla 16V       | 8:25  | +3:31  | A6    | 8      |
| 6.   | Michel Molinie        | Patrice Lemarie      | Toyota Corolla 16V       | 9:35  | +4:41  | A6    | 6      |
| 7.   | Jean-Philippe Bernier | Yves Malus           | Toyota Corolla 16V       | 10:35 | +5:41  | A6    | 4      |
| 8.   | Viviane Evina         | Nathalie Chastagnol  | Toyota Corolla FX 16V    | 11:27 | +6:33  | N2    | 3      |
| 9.   | Jean-Michel Dionneau  | Thierry Brion        | Toyota Celica GT-Four    | 11:53 | +6:59  | A8    | 2      |
| 10.  | Adolphe Choteau       | Jean-Pierre Claverie | Toyota Corolla 16V       | 12:42 | +7:48  | A6    | 1      |

## Klasyfikacja po 11 rundach
Tabele przedstawiają tylko pięć pierwszych miejsc.

### Kierowcy
| Lp. | Kierowca        | Pkt |
| --- | --------------- | --- |
| 1   | Carlos Sainz    | 132 |
| 2   | Didier Auriol   | 87  |
| 3   | Juha Kankkunen  | 85  |
| 4   | Massimo Biasion | 64  |
| 5   | Mikael Ericsson | 32  |

### Producenci
| Lp. | Producent  | Pkt |
| --- | ---------- | --- |
| 1   | Lancia     | 137 |
| 2   | Toyota     | 128 |
| 3   | Subaru     | 43  |
| 4   | Mitsubishi | 39  |
| 5   | Mazda      | 30  |